# جعفر السبحاني
الشيخ جعفر بن محمد حسين السبحاني الخياباني التبريزي (بالفارسية: جعفر سبحانی). مرجع شيعي إيراني معاصر له بروز واضح في مجالات الكلام والتفسير والفلسفة، وهو مؤسس مؤسسة الإمام الصادق والمشرف عليها، وهي من المؤسسات الثقافية الإسلامية الكبيرة في قم، وتتبعها مؤسسات ومراكز فرعية أخرى.

## ولادته ونشأته
ولد السبحاني بمدينة تبريز في أسرة آذرية متدينة إذ كان والده محمد حسين السبحاني من رجال الدين، وكانت ولادته وفقاً لما ذكره الرازي في گنجينه دانشمندان في العشرين من فروردين 1308 هـ.ش حسب التقويم الفارسي،  ويوافقه في التقويم الهجري الثامن والعشرين من شوال 1347 هـ. وفي تبريز نشأ وابتدأ دراساته الدينية إذ طوى خمس سنين في المدرسة الطالبية في تبريز، أنهى فيها المقدمات وشطراً كبيراً من السطوح فمن أساتذته في تلك الفترة علي أكبر الأهري، ومحمد علي المدرس الخياباني، ووالده محمد حسين الخياباني السبحاني أحد كبار علماء وفقهاء تبريز

## الهجرة إلى قم
دخل في صفوف الجامعة الإسلامية الكبرى وأتم السطوح العالية ومن أساتذته في تلك الفترة الميرزا محمد مجاهدي التبريزي، وميرزا أحمد الكافي، ودرس كفاية الأُصول عند السيد محمد رضا الكلبيكاني و تردد على دروس مراجع الدين في الفقه والأصول ومن أساتذته السيد حسين البروجردي والسيد الحاج محمد الحجة الكوهكمري والسيد روح الله الموسوي الخميني وفي الحوزة العلمية في قم درس على يد السيد محمد حسين الطباطبائي 

## نشاطاته
يقوم بالتدريس والتعليم لطلاب الجامعة الإسلامية الكبرى «الحوزة العلمية» فيقوم بتدريس البحث الخارج في الفقه والأصول بالإضافة إلى الفلسفة والعقائد، وعلم الرجال والدراية، وتاريخ الإسلام والتشيع والملل والنحل، والتفسير والآداب.
بالإضافة إلى مهمّات التدريس والتأليف الّتي تشغل أغلب أوقات الشيخ جعفر السبحاني فإن له بين الحين والآخر في العديد من المؤتمرات والمحافل العلمية المنعقدة داخل الجمهورية الإيرانية وخارجها. له مشاركات في مؤتمرات التقريب بين المذاهب المنعقدة في مكة المكرمة. من نشاطاته إدارة مؤسسة الإمام الصادق وهي مؤسسة ثقافية إسلامية يتركز نشاطها في مجالات التأليف والتحقيق.
كما قام بالمشاركة في تأسيس مجلة مكتب الإسلام، والمشاركة في تدوين القانون الأساسي للجمهورية الإسلامية في إيران، وقام بابتكار التفسير الموضوعي للقرآن الكريم عن طريق كتابه وموسوعته التفسيرية «مفاهيم القرآن» في عشرة أجزاء، وقام بتأسيس معهد ومجلة الكلام الإسلامي حول المسائل العقائدية.

## مؤلفاته

رؤية الله في ضوء الكتاب والسنة والعقل

الشفاعة في الكتاب والسنة

الإيمان والكفر في الكتاب والسنة

ألف أكثر من 250 كتاباً ورسالة تشتمل على موسوعات وكتب دراسية وكراريس خاصة بالشباب وشرائح المجتمع المختلفة، وتتميز مصنفاته بتنوع هائل، فقد خاض في أكثر العلوم الإسلامية لاسيما الفقه والأُصول والتاريخ والسيرة والكلام والفلسفة والاقتصاد والحديث ومن مؤلفاته:
1. أضواء على عقائد الشيعة الإمامية وتاريخهم.
2. مفاهيم القرآن (في عشرة أجزاء).
3. بحوث في الملل والنحل (في ثمانية أجزاء).
4. المحصول في علم الأُصول.
5. الموجز في أُصول الفقه.
6. نظام القضاء والشهادة في الشريعة الإسلامية الغراء
7. الحديث النبوي بين الرواية والدراية.
8. الأنصاف في مسائل دام فيها الخلاف.
9. الضياء الناظر في أحكام صلاة المسافر
10. سيد المرسلين _ صلى الله عليه وآله وسلم
11. سيرة الأئمة _ عليهم السَّلام ـ
12. المقنع
13. دراساتٌ موجزةٌ في الخيارات والشروط
14. العقيدة الإسلامية على ضوء مدرسة أهل البيت
15. مع الشيعة الإمامية في عقائدهم
16. رسالة في التحسين والتقبيح العقليين
17. البدعة مفهومها، حدها وآثارها ومواردها.
18. البدعة، وآثارها الموبقة
19. الاعتصام بالكتاب والسنة
20. الوضوء على ضوء الكتاب والسنّة
21. دروسٌ موجزةٌ في علمي الرجال والدّراية
22. الإنسان بين الجبر والتفويض
23. أُصول الفلسفة
24. العبادة حدّها ومفهومها
25. الأقسام في القرآن الكريم
26. عصمة الأنبياء في القرآن
27. التوحيد والشرك في القرآن
28. تاريخ الفقه الإسلامي وأدواره
29. محاضرات في الإلهيات (في أربعة أجزاء).
30. الوهابية في الميزان.

وغيرها الكثير.

## وصلات خارجية
موقع العلامة الفقية الشيخ جعفر السبحاني